# 楊召南
楊召南（1928年7月25日—2007年3月2日），筆名雪韻、照霞天，台灣女性散文家，生於廈門，創作早期曾以晚霞、蘭芝兩個筆名發表作品。因台灣日治時期、二次大戰與國共內戰等動亂原因，其正式戶籍出生年登記為1930年 （依據日治時期記錄的戶籍資料），但根據其家族證實其正確出生年為1928年。著有散文集《夢馳琴園》、《雪韻散文》、《化蝶飛去》，小說《獄》和《鳥》。短篇小說《孔雀的嘶鳴》被收錄在中華婦女寫作協會出版的建國百年文選《泱泱女聲-我們的一百年2（詩·小說卷）》中。

## 生平
母親為日本統治下台灣籍女子，生父為黃花崗之役生還者；十歲左右母親改嫁，隨繼父姓楊，改名召南，日文名召子 (しょうこ，Shouko)。二戰終戰前，往來中華民國與日治台灣兩地，曾在台就讀日本學校，主要居住廈門、上海；二戰結束後，來台定居。20歲結婚，25歲時丈夫去世，獨立扶養二子。先後任職台南糧食局數年、台灣肥料公司20餘年。

平日喜歡從事音樂、繪畫、文學三項活動：抗戰時，就讀上海音樂專科學校 (現上海音樂學院)，主修聲樂、副修鋼琴。中年曾拜畫家張義雄習素描、楚戈 (袁德星) 習線條式現代畫。文學造詣全靠自修，喜歡閱讀老莊陶詩，深受老莊思想薰陶。

後半生多為衣食而奔波，直至民國63年（1974）47歲，寫作慾望源源湧現，開始大量創作。喜歡以穠麗精巧的文筆，抒發內心的靈動與想像的世界；追求人性的提升與靈性的愛情；不迎合文學潮流，不討好讀者口味。著有散文集：《夢馳琴園》、《雪韻散文》、《化蝶飛去》，以《化蝶飛去》最具代表性；小說集：《獄》、《鳥》。

## 晚年
楊召南於1989年罹患橋腦中風，自此身體行動較緩慢不便，但思路清晰，仍繼續寫作。1997年，其病症逐漸惡化為老年癡呆症，此時已無法維持創作，於2007年安詳辭世。

## 家族成員與友人
楊召南的後人均繼承其文學與藝術、音樂上的造詣與天賦。其次子為國立台灣大學中國文學碩士，台北市立建國中學資深教師 (已退休)；其長內孫為旅美小提琴家。 

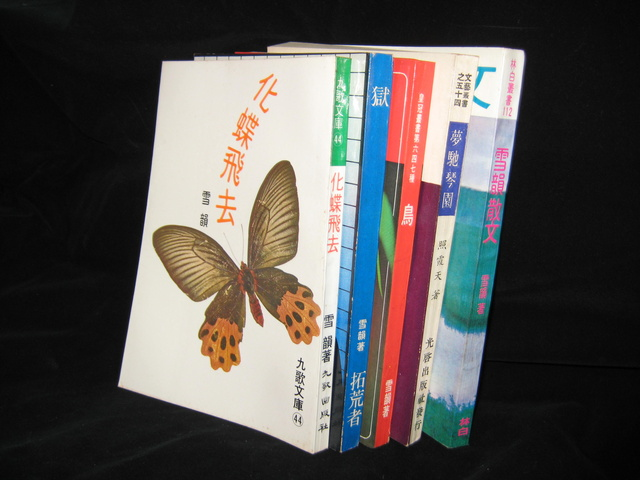
楊召南文學作品集

文壇往來友人有胡品清、鮑曉暉等人。

## 重要評論篇目
1. 張瑞芬，〈向晚霞天──論雪韻散文〉，《五十年來台灣女性散文‧評論篇》（台北：麥田出版，2006）。
2. 李麗卿，〈淺談《化蝶飛去》〉，《書評書目》第96期（1981）。
3. 小民，〈佳文共賞──《雪韻散文》〉，《中華日報》中華副刊，1979、2、12。
4. 胡品清，〈《雪韻散文》序〉，《雪韻散文》（台北：林白出版社，1978）。

楊召南的創作文類以小說及散文為主，其小說著重人物心理之描繪，表現高層次的精神領域，如同她提及《鳥》的寫作：「乃是尋求愛的理想境界，執著於表現人類內在世界的靈動。」《獄》則是楊召南想藉由主角劉雅雲來向讀者述說自己對愛情的執著，楊召南認為：「愛情是兩性可以超越社會生活、唯一獨立性的心靈交契狀態。」
楊召南的散文傾向以感性的意象傳達理性的意念，並強調重現生命的意蘊，運用豐富的聯想、古典的筆觸呈現出濃濃的鄉愁。張瑞芬論及：「雪韻在散文創作上獨抒性靈，孤高自賞的特性，頗類胡品清。」

## 創作年表
| 年代             | 年齡 | 書名     | 筆名   | 出版社                                |
| ---------------- | ---- | -------- | ------ | ------------------------------------- |
| 民國17年（1928） | 0    |          |        |                                       |
| 民國66年（1977） | 49   | 夢馳琴園 | 照霞天 | 光啟出版社                            |
| 民國66年（1977） | 49   | 獄       | 雪韻   | 拓荒者出版社 (民國70年起改由聯經出版) |
| 民國67年（1978） | 50   | 雪韻散文 | 雪韻   | 林白出版社                            |
| 民國68年（1979） | 51   | 鳥       | 雪韻   | 皇冠文化                              |
| 民國69年（1980） | 52   | 化蝶飛去 | 雪韻   | 九歌出版社                            |
| 民國96年（2007） | 79卒 |          |        |                                       |